# Unternehmen Doppelkopf
Unternehmen Doppelkopf war im Zweiten Weltkrieg der Deckname einer vom 16. bis zum 27. August 1944 in Kurland stattfindenden Offensive der Wehrmacht. Sie hatte das Ziel, die durch die Rote Armee unterbrochene Landverbindung zwischen der abgeschnittenen Heeresgruppe Nord auf dem Gebiet Lettlands und Estlands und dem Rest des von der Wehrmacht gehaltenen Gebietes wiederherzustellen und die strategisch wichtigen Orte Schaulen und Mitau zurückzuerobern. Auf deutscher Seite war sie von einer sehr kurzen Planungsphase, überhöhten Erwartungen des deutschen Oberkommandos der Wehrmacht und dem Mangel an notwendigen Reserven gekennzeichnet. Das Unternehmen Doppelkopf war die notwendige strategische Voraussetzung (Aufbau des Kemmeri-Landkorridors) zur Durchführung des Unternehmens Aster (der Räumung Estlands und Lettlands nördlich des Flusses Düna).

## Vorgeschichte
In Folge der Operation Bagration wurden die Reste der deutschen 3. Panzerarmee aus dem Raum Witebsk durch Truppen der 3. Weißrussischen Front südlich der Düna nach Westen zurückgedrängt.
Die Front des deutschen IX. Armeekorps (General Wuthmann) wurde durch gegnerische Umfassungsoperationen in Richtung Tetscha aufgerollt. Der Durchbruch der sowjetischen 5. Garde-Panzerarmee (Gruppe Solomatin) zielte direkt auf Wilna. Der Rückzug des IX. Armeekorps (201. Sicherungs-, 212. und 252. Infanterie-Division) erfolgte über Plissa – Koziany und erreichte Mitte Juli Ukmerge. Nach dem Durchbruch der sowjetischen 51. Armee im sogenannten „Baltischen Loch“ (zwischen Schaulen und Bauske) wurde das IX. Armeekorps nach Süden auf Kelmė und Raseinen abgedrängt. Die 212. Infanterie-Division (Generalleutnant Sensfuß) war im Juli aus dem Raum Lepel zurückgedrängt worden und musste sich fluchtartig über Wilna nach Olita zurückziehen, wo sie aufgerieben wurde.
Ende Juli 1944 zielte der Hauptstoß der 1. Baltischen Front unter Marschall Baghramjan auf Riga. Der 51. Armee (General Kreiser) gelang mit dem 3. mechanischen Korps (General W. T. Obuchow) bei Tuckum der Durchbruch zur Ostsee. Der neue Befehlshaber der 3. Panzerarmee Generaloberst Raus erhielt bedeutende Verstärkungen, um die bei Schaulen entstandene große Frontlücke im Gegenangriff zu schließen. Der Mitte August angesetzte deutsche Gegenangriff versuchte über Schaulen den Durchbruch auf Mitau (Jelgava) zu erreichen. Ziel von Generaloberst Raus war es, die Verbindung der Landverbindung zu der im Raum Riga abgeschnittenen Heeresgruppe Nord wiederherzustellen.

## Verlauf
Das XXXIX. Panzerkorps (General Dietrich von Saucken) eröffnete den Angriff aus dem Raum Moscheiken am 16. August mit der Kampfgruppe Mäder. Der nach Osten angesetzte Angriff der 4. und der 5. Panzer-Division (General Karl Decker) warf die sowjetische 51. Armee zurück und erreichte Autz, lief sich dann aber vor Doblen und Schagarren an der herangeführten sowjetischen 6. Gardearmee (General Tschistjakow) fest.
Der südlicher angesetzte Angriff des XXXX. Panzerkorps (General Otto von Knobelsdorff) versuchte mit der Panzergrenadier-Division Großdeutschland, der 7. Panzer-Division und der 14. Panzer-Division auf Schaulen durchzustoßen, wurde jedoch bereits an der Linie Kursenai–Kelmė durch das sowjetische 11. und das 13. Garde-Schützenkorps der 2. Gardearmee (General Tschantschibadze) gestoppt. Marschall Baghramjan verstärkte den bedrohten Abschnitt westlich Schaulen durch das Heranholen des 1. Panzerkorps und des 103. Schützenkorps.
Der aus dem Norden nach Süden geführte Angriff der am linken Flügel angesetzten Kampfgruppe unter General Hyazinth Graf Strachwitz wurde vom Rigaer Meerbusen her durch das Feuer des Kreuzers Prinz Eugen der Kampfgruppe Thiele gedeckt. Er erreichte bis zum 20. August über Tuckum vordringend die Verbindung zur Korpsgruppe von General Philipp Kleffel der 16. Armee. Die sowjetische 43. Armee (General Beloborodow) musste ihren Angriff auf Riga vorerst einstellen und ihr 19. Panzerkorps nach Mitau zurückziehen.
Der Aufmarsch der sowjetischen 5. Garde-Panzerarmee unter General Wolski ab 17. August bei Schaulen stabilisierte die dortige Front.
Bis zum 27. August konnte der Korridor zwischen der 3. Panzerarmee und der 16. Armee auf etwa 20 Kilometer Breite vergrößert werden, obwohl auch dieser Abschnitt erneut unter Druck frischer sowjetischer Reserven gekommen war.

## Folgen
Der Angriff endete mit dem begrenzten taktischen Erfolg der Wiederherstellung einer Landverbindung zur Heeresgruppe Nord bei der lettischen Ortschaft Tuckum, ohne dass weitere Ziele – wie die Rückeroberung von Mitau – erreicht werden konnten. Die 3. Panzerarmee verlor bei dem Unternehmen Doppelkopf etwa 15.500 Soldaten und 80 Panzer. Während der Baltischen Operation konnte die 1. Baltische Front (Armeegeneral Baghramian) am 9. Oktober bei Memel erneut zur Ostsee durchbrechen, womit die Verbindung zwischen der 3. Panzerarmee und der Heeresgruppe Nord wieder verloren ging. Die 16. und 18. Armee gaben Riga zwischen dem 13. und 15. Oktober auf und zogen sich nach Kurland zurück.